# Paul and Ella Buerkle House
 (janvier 2022).
La Paul and Ella Buerkle House est une maison américaine à Stuttgart, dans le comté d'Arkansas, dans l'Arkansas. Construit en 1969 dans le style moderne, l'édifice est inscrit au Registre national des lieux historiques depuis le 4 janvier 2022.